# Aleksiej Szczepin
Aleksiej Szczepin (ur. 3 kwietnia 1972) – rosyjski lekkoatleta początkowo startujący w barwach Związek Radziecki, który specjalizował się w rzucie oszczepem.
Największy sukces w karierze osiągnął w 1991 roku kiedy to z wynikiem 75,20 został mistrzem Europy juniorów. Medalista mistrzostw Rosji oraz uczestnik meczów międzypaństwowych.
Rekord życiowy: 80,18 (19 czerwca 1993, Moskwa).